# Iker Flores
Iker Flores Galarza (Urdiain, 28 luglio 1976) è un ex ciclista su strada spagnolo.
Professionista dal 1999 al 2007, vinse il Tour de l'Avenir nel 2000.

## Carriera
Passò professionista nel 1999 con la Euskaltel-Euskadi, in cui rimase fino al 2006, prendendo parte a un'edizione del Giro d'Italia, tre del Tour de France e due della Vuelta a España. Nel 2000 vinse una tappa e la classifica finale del Tour de l'Avenir, unico successo della carriera. Tra i piazzamenti distaccano un secondo posto di tappa al Tour de France 2004 ed un terzo posto al Tour du Languedoc-Roussillon nel 2004, mentre nel 2005 fu Lanterne rouge del Tour de France. Nel 2007 si trasferì alla Fuerteventura, ritirandosi al termine della stagione. È fratello del ciclista professionista Igor Flores.

## Palmarès
- 1995 (dilettanti, una vittoria)

Pamplona-Bayonne
- 1996 (dilettanti, una vittoria)

5ª tappa Bizkaiko Bira
- 2000 (Euskaltel-Euskadi, due vittorie)

9ª tappa Tour de l'Avenir (Le Grand-Bornand > Ville-la-Grand)
Classifica generale Tour de l'Avenir

### Altri successi
- 2000

Criterium Comunidad Foral de Navarra (Pamplona)
- 2007

Classifica traguardi volanti Vuelta al País Vasco

## Piazzamenti

### Grandi Giri
- Giro d'Italia

2006: 35º
- Tour de France

2001: ritirato (2ª tappa)
2004: 60º
2005: 155º
- Vuelta a España

2002: 71º
2003: 18º